# Ахти
Ахти (фин. Ahti [ˈɑhti], или Ахто, фин. Ahto [ˈɑhto]) — бог и хранитель воды в карело-финском фольклоре, упоминаемый в «Калевале» и карело-финских рунических песнях. Представляется божеством воды и водной стихии, покровителем морских животных, владельцем несметных богатств.
Имя Ахти также относится к Лемминкяйнену или некоему другому персонажу, упоминаемому в карело-финских рунических песнях.

## Образ и упоминания

### Облик и сведения
Его представляли в облике почтенного старца (ukko) с травяной (ruohoparta), седой или позеленевшей бородой, в серебряных одеяниях; иногда — в виде рыбы. Его супругой (или дочерью) была Велламо. Море, называемое Ахтола, описывалась как амбар Ахто. Иногда описывается, что он проживает в морском замке, а Ахтола — название этого замка, являющегося его домом. Ахто называют «хозяином воды» (veen isäntä). Рассказывается, что у водяных есть свои чудесные стада, которые выходят ночью пастись. Можно завладеть стадом водяного, если бросить в воду железный предмет или успеть обежать стадо вокруг (сходные поверья распространены у всех финских народов). Такими стадами владеет Велламо, жена Ахто.

### «Калевала»
Особое место образ бога Ахто занимает в «Калевале». В «Калевале» Ахто появляется в XLI, XLII рунах, где Вяйнямёйннен очаровывает его своей волшебной игрой на кантеле. В руне XLIII волшебное Сампо, представляемое в песнях как чудесная мельница, во время погони падает в море и оказывается во владениях Ахто. Он также кратко упоминается в руне XLVIII, сюжетом которой является поимка волшебной огненной рыбы.
С Ахто и его владениями ассоциировались огромные богатства, которые некогда достались богу от людей. В «Калевале» он владеет самим Сампо, которое во время погони старухи Лоухи за Вяйнямёненом, Лемминкяйненом и Ильмариненом падает в море и остаётся лежать на дне, где его находит и забирает в своё владение бог Ахто, который с тех пор имеет несметные богатства, производимые Сампо, поэтому море в карело-финском фольклоре соотносилось с богатством и называлось богатым местом, тогда как земля — достаточно бедным.

### В фольклоре и мифологии
Водяной бог Ахти упоминается у М. Агриколы: он считался покровителем рыб и тюленей, владетелем несметных водных богатств. Богу Ахто посвящались рыболовецкие заговоры, в которых иногда рыба отождествлялась с самим богом Ахти:
«Окунь, дедушка наш Ахти,

Приходи клевать скорее»
К Ахто обращались люди в заговорах с просьбами исцелить от различных болезней, поскольку иногда Ахто понимался как божество иного мира — целебной водной стихии; его же, как хозяина несметных богатств, просили о наделении золотом и серебром. В одной карельской сказке говорится, как некий пастух обронил в реку свой нож. Ахти услышал жалобы пастуха, и принес ему со дна золотой нож. Но честный пастух отказался от чужого имущества. Тогда Ахти принес серебряный нож, наконец — принадлежавший пастуху железный. Когда пастух взял потерянный нож, Ахти похвалил его за честность и оставил ему все три ножа. Завистливый товарищ решил нажиться на щедрости водяного и бросил свой нож в воду. Когда Ахти пришел к нему с золотым ножом, жадный пастух попытался схватить его, но остался ни с чем. Ахти отплыл от берега.

## Ахти (человек)
Ахти и Ахто — сходные имена, обозначающие сразу несколько мифических персонажей в контексте карело-финской мифологии. В народных рунических песнях, собранных Э. Лённротом, эти имена используются как для обозначения морского божества, так и для некоего человека, известного своим воинственным характером и отправившегося в военные приключения с другими людьми.

### История Ахти
В «Калевале» Э. Лённрот объединил нескольких схожих или аналогичных мифологических персонажей, чтобы избежать путаницы и дублирования мифологических фигур, чтобы добиться связанного и логического повествования, лишённого неоднозначностей и повторов, которые неизбежно содержит любая мифология. Одним из таких персонажей был некий Ахти; его имя впоследствии стало всего лишь другим именем Лемминкяйнена. История Ахти рассказывает о человеке, который так сильно рвется к битве, что бросает свою молодую жену и отправляется в приключение со своим другом Теури. Ахти Саарелайнен (фин. Saarelainen «Островитянин»; в «Калевале» — одно из имён Лемминкяйнена) описывается как жестокий морской воин. Ахти и его жена Кюлликки (фин. Kyllikki) при свадьбе дают друг другу клятву: Ахти должен оставаться дома и не участвовать в набегах, а она — оставаться верной ему. Однако Кюлликки нарушает их клятву, после чего Ахти отправляется в путешествие со своим старым военным товарищем Теури, который сам недавно женился, и другими людьми.

### Анализ и интерпретации
Первоначальные стихи в цикле Ахти были предположительно могут быть отнесены к эпохе викингов на основании их морской обстановки. Характер фольклорного Ахти, его отношения с женой и приключения и сюжет путешествия Лемминкяйнена имеют большое сходство, что позволило Э. Лённроту объединить двух персонажей в одного. В «Калевале» Лемминкяйнен также тесно связан с морем, а его женою является девушка по имени Кюллики. Их клятва, данная после свадьбы, идентична клятве Ахти и Кюллики.
Другие исследователи также видят некий авантюрный элемент как в рассказах об Ахти, так и в повествованиях о Каукомойнене, который в «Калевале» также слился с Лемминкяйненом, а его имя стало использоваться по отношению к «весёлому герою».

## В культуре
- В американском компьютерно-анимационном музыкальном фильме 2019 года «Холодное сердце 2», созданном студией Walt Disney Animation Studios, название волшебной реки Ахтохаллэн (либо Ахтохаллан, англ. Ahtohallan) образовано от имени карело-финского морского бога Ахто и фин. halla «мороз»[10].